# Master pro de saut d'obstacles
La finale du Championnat de France de saut d'obstacles, appelée Master Pro, regroupe tous les grands cavaliers français. Plusieurs épreuves pour différentes catégories de cavaliers sont à distinguer :
- le Master Pro Elite Generali, épreuve dans laquelle s'affrontent les meilleurs cavaliers français qualifiés à la suite de classements en Grand Prix Pro Elite du Grand National et en Grands Prix internationaux. Elle est souvent l'objet d'une préparation à un championnat plus important ;
- le Championnat  de France des Cavalières Chez Céline ;
- le Championnat de France Pro 1 Truffaut ;
- le Championnat de France Pro 2 Théault ;
- le Championnat de France Pro 3 Royal Horse ;
- le Championnat de France des Chevaux de 7 ans Lami Cell[1].

Ces « Masters », organisés par Olivier et Roger-Yves Bost, se déroulent sur le Grand Parquet de Fontainebleau, et ont lieu vers la fin du mois de septembre ou le début du mois d'octobre.
Eric Navet a remporté 5 fois le Championnat de France Pro 1 (puis Pro Elite).

## Palmarès du Championnat de France Pro 1 (puis Pro Elite)
Championnat de France Pro 1 :

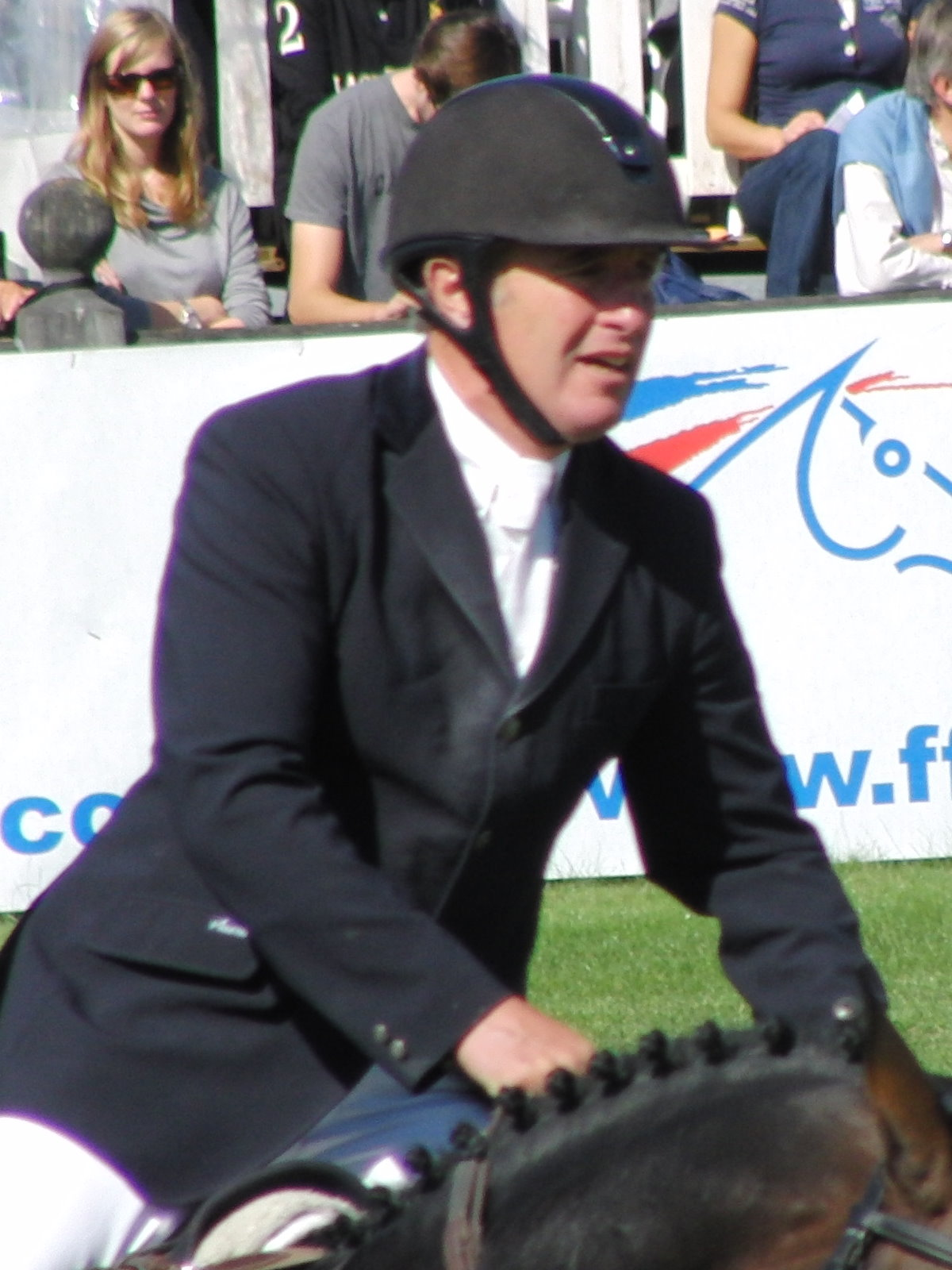
Roger-Yves Bost au Master Pro Élite 2010.

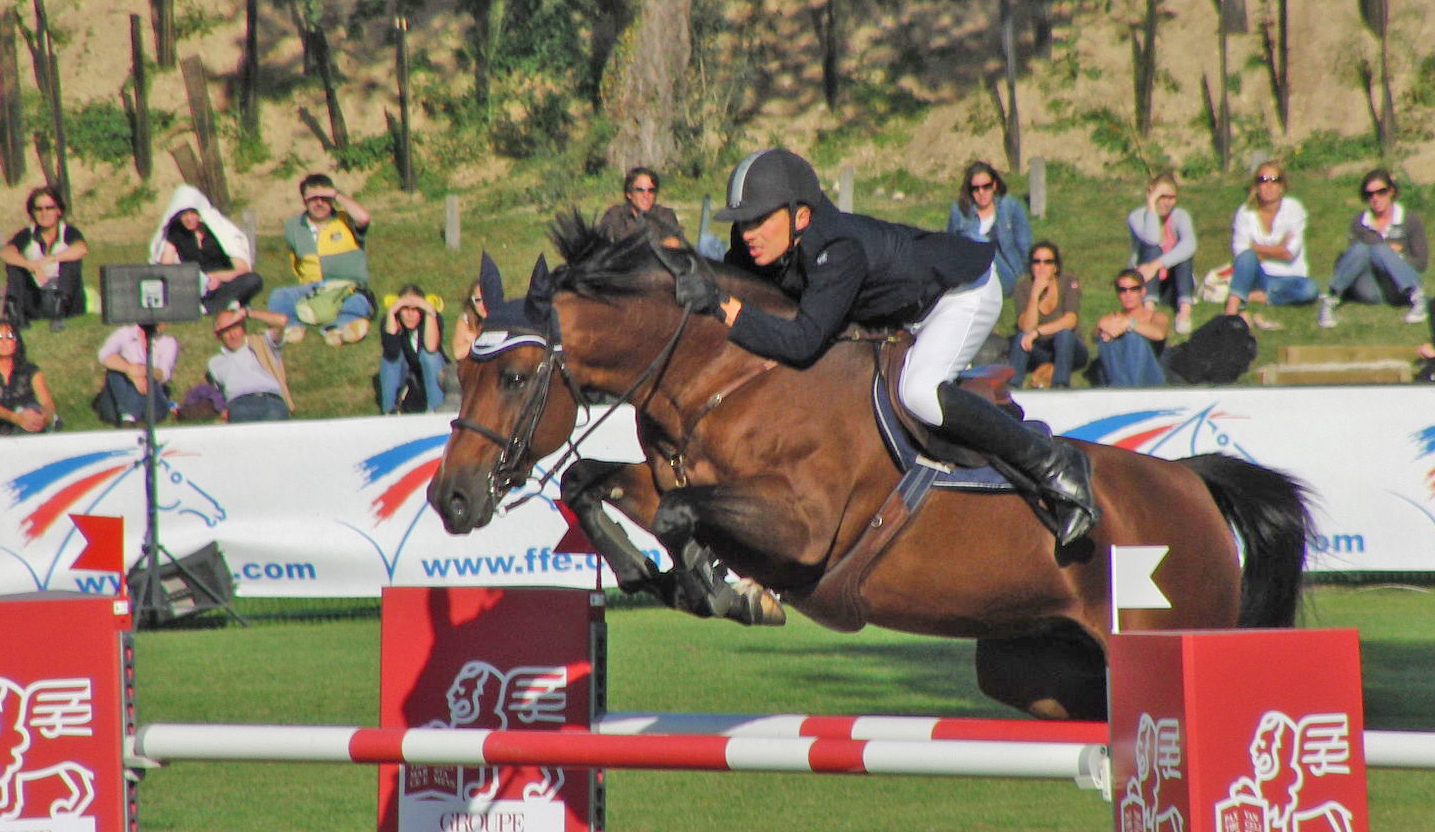
Alexis Gautier et Helios de la Cour II lors du Master Pro Élite 2010.

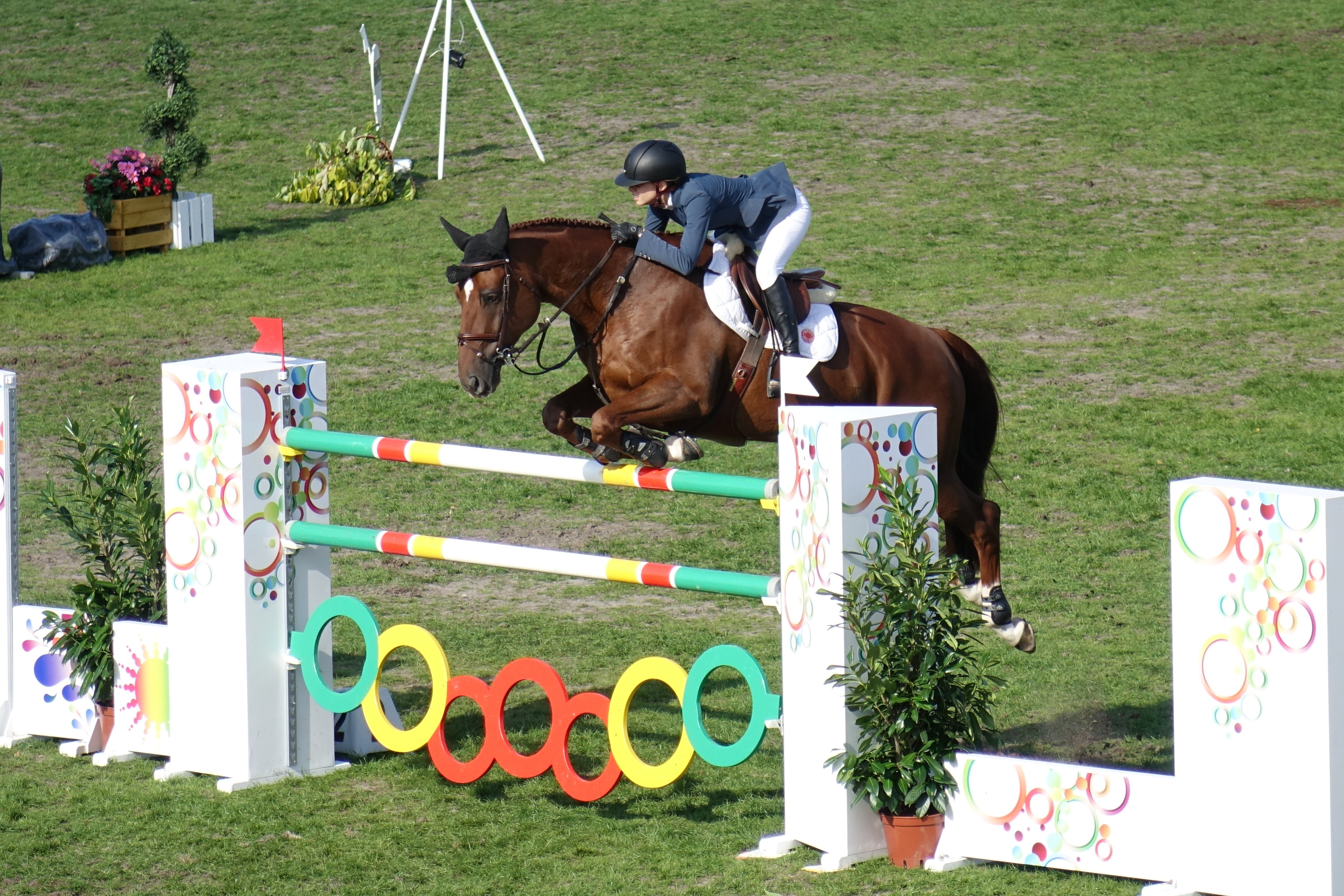
Alexandra Paillot et Polias de Blondel*Val Henry lors du Master Pro Élite 2015

- 1986 : Pierre Durand et Jappeloup de Luze
- 1987 : Hervé Godignon et La Belletière*Moet et Chandon
- 1988 : Roger-Yves Bost et Norton de Rhuys
- 1989 : Hervé Godignon et La Belletière*Moet et Chandon
- 1990 : Edouard Coupérie et EquinaV*Sombeke
- 1991 : Michel Robert (cavalier) et Nonix
- 1992 : Eric Navet et Roxane de Gruchy*Waïti
- 1993 : Xavier Leredde et Papillon Rouge*Normandie
- 1994 : Michel Robert (cavalier) et Sissi de la Lande
- 1995 : Hervé Godignon et Unic du Perchis
- 1996 : Hervé Godignon et Viking du Tillard
- 1997 : Roger-Yves Bost et Airborne Montecillo
- 1998 : Éric Navet et Atout d'Isigny
- 1999 : Éric Navet et Atout d'Isigny
- 2000 : Gilles Bertran de Balanda et Crocus Graverie
- 2001 : Nicolas Delmotte et Discrète IV
- 2002 : Éric Levallois et Diamant de Semilly
- 2003 : Michel Robert (cavalier) et Galet d'Auzay

Master Pro Elite :
- 2004 : Éric Navet et Dollar du Murier
- 2005 : Michel Hécart et Kannan
- 2006 : Jacques Bonnet (cavalier) et Garcieux Ardent
- 2007 : Éric Navet et Hym d'Isigny*Lassergut[2]
- 2008 : Stephan Lafouge et Gabelou des Ores[3]
- 2009 : Olivier Desutter et Aranka[4]
- 2010 : Alexis Gautier et Helios de la Cour II[5]
- 2011 : Alexis Gautier et Helios de la Cour II[6]
- 2012 : Michel Hécart et Quatrin De La Roque[7]
- 2013 : Grégory Cottard et Pepyt Des Elfs[8]
- 2014 : Timothée Anciaume et Quorioso Pre Noir-JO/JEM[9]
- 2015 : Alexandra Paillot et Polias de Blondel*Val Henry[10]
- 2016 : Marc Dilasser et Cliffton[11]
- 2017 : Romain Potin et Tzigane Massuere
- 2018 : Olivier Robert et Vivaldi des Meneaux
- 2019 : Benoît Cernin et Uitlanders du Ter
- 2021 : Mathieu Billot et H
- 2022 : Pénélope Leprevost et Texas
- 2023 : Edward Levy et Broadway de Mormoulin
- 2024 : Cédric Hurel et Fantasio Floreval Z